# AM Большого Пса
AM Большого Пса (лат. AM Canis Majoris) — одиночная переменная звезда в созвездии Большого Пса на расстоянии (вычисленном из значения параллакса) приблизительно 159880 световых лет (около 49020 парсеков) от Солнца. Видимая звёздная величина звезды — от +13,6m до +12,5m.

## Характеристики
AM Большого Пса — пульсирующая переменная звезда, цефеида (CEP).